# Kipushi
För andra betydelser, se Kipushi (olika betydelser).
Kipushi är en ort i Kongo-Kinshasa. Den ligger i provinsen Haut-Katanga, i den södra delen av landet, 1 600 km sydost om huvudstaden Kinshasa.